# Charlotta Säfvenberg
Charlotta Säfvenberg (7 ottobre 1994) è una sciatrice alpina svedese.

## Biografia
Charlotta Säfvenberg è figlia di Rune, a sua volta sciatore alpino; ha esordito in una gara FIS il 20 novembre 2009 a Tärnaby, piazzandosi 4ª in slalom speciale. Il 3 dicembre 2010 ha debuttato in Coppa Europa a Lillehammer Kvitfjell in slalom gigante, senza riuscire a qualificarsi per la seconda manche. Due anni dopo, il 27 novembre 2012, ha conquistato il suo primo podio in Coppa Europa a Vemdalen piazzandosi 3ª, a pari merito con l'italiana Michela Azzola, nello slalom speciale vinto dalla svedese Magdalena Fjällström davanti alla slovacca Petra Vlhová. Un mese più tardi, il 29 dicembre, ha esordito in Coppa del Mondo, senza tuttavia riuscire a qualificarsi per la seconda manche dello slalom speciale disputato a Semmering.
Il 19 gennaio 2013 ha conquistato il primo successo in Coppa Europa, a Schruns in slalom speciale; nella stessa stagione ha partecipato ai Mondiali juniores del Québec vincendo la medaglia d'oro nella gara a squadre. Il 28 febbraio 2014 ha vinto la medaglia d'argento nello slalom speciale ai Mondiali juniores di Jasná. Ai Mondiali di Åre 2019, suo esordio iridato, è stata 14ª nello slalom speciale; ai XXIV Giochi olimpici invernali di Pechino 2022, sua prima presenza olimpica, si è piazzata 24ª nello slalom speciale. Inattiva per infortunio dal settembre del 2022, è tornata alle gare nell'aprile del 2025.

## Palmarès

### Mondiali juniores
- 2 medaglie:
  - 1 oro (gara a squadre a Québec 2013)
  - 1 argento (slalom speciale a Jasná 2014)

### Coppa del Mondo
- Miglior piazzamento in classifica generale: 66ª nel 2015

### Coppa Europa
- Miglior piazzamento in classifica generale: 17ª nel 2013
- 9 podi:
  - 4 vittorie
  - 2 secondi posti
  - 3 terzi posti

#### Coppa Europa - vittorie
| Data             | Località    | Paese    | Specialità |
| ---------------- | ----------- | -------- | ---------- |
| 19 gennaio 2013  | Schruns     | Austria  | SL         |
| 5 febbraio 2015  | San Candido | Italia   | SL         |
| 17 febbraio 2018 | Bad Wiessee | Germania | SL         |
| 18 febbraio 2018 | Bad Wiessee | Germania | SL         |

Legenda:

SL = slalom speciale

### South American Cup
- Miglior piazzamento in classifica generale: 30ª nel 2023
- 1 podio:
  - 1 secondo posto

### Campionati svedesi
- 3 medaglie:
  - 2 argenti (slalom parallelo nel 2012[3]; slalom speciale nel 2021)
  - 1 bronzo (slalom speciale nel 2018)